# Le Carrousel fantastique (film, 1969)
Pour les articles homonymes, voir Le Carrousel fantastique.
Pour plus de détails, voir Fiche technique et Distribution.
Le Carrousel fantastique (Can Heironymus Merkin Ever Forget Mercy Humppe and Find True Happiness?) est un film britannique réalisé par Anthony Newley sorti en 1969, mais qui fut impropre à la commercialisation (la première comédie musicale classée X).

## Synopsis
Heironymus Merkin vient d'avoir 40 ans, et est au beau milieu de la préparation du film retraçant sa vie. Il fait son autoportrait en se décrivant comme une marionnette contrôlée par un marionnettiste invisible. Dans sa jeunesse, Merkin sort de l'innocence de l'enfance dans les bras de Goodtime Eddie Filth (qu'on pourrait traduire par Eddie la Saleté Bontemps). Grâce à elle, Merkin se transforme en un coureur de femmes égoïste, cependant il est hanté par son amour perdu, Mercy Humppe.

## Fiche technique
- Titre français : Le Carrousel fantastique[1]
- Titre original : Can Heironymus Merkin Ever Forget Mercy Humppe and Find True Happiness?[2]
- Réalisation : Anthony Newley
- Scénario : Anthony Newley et Herman Raucher
- Production : Anthony Newley
- Musique : Anthony Newley
- Photographie : Otto Heller
- Montage : Bernard Gribble
- Pays de production :  Royaume-Uni
- Format : Mono / couleur
- Durée : 107 minutes
- Genre : Film musical, comédie
- Date de sortie : 
  -  États-Unis : 19 mars 1969
- Classification : 
  - Canada, USA, Royaume-Uni : interdit aux moins de 18 ans lors de sa sortie

## Distribution
- Anthony Newley : Heironymus Merkin
- Joan Collins : Polyester Poontang
- Alexander Newley : Thaxted
- Tara Newley : Thumbelina
- Milton Berle : Goodtime Eddie Filth
- Connie Kreski : Mercy Humppe
- George Jessel : La Présence
- Bruce Forsyth : Oncle Limelight
- Patricia Hayes : Grand-mère
- Stubby Kaye : l'écrivain enrobé
- Ronald Rubin : l'écrivain mince
- Louis Negin : Producteur Peter
- Tom Stern : Producteur Ron
- Ronald Radd : Bentley
- Rosalind Knight : Pénelope
- Julian Orchard : le Cardinal rouge